# 細雪 (1983年電影)
《細雪》（日语：細雪）是日本的劇情電影，於1983年由日本東寶公司發行。

## 概要
本片由谷崎潤一郎的同名小說《细雪》改編，故事講述大阪船場沒落的蒔岡家族四姐妹的感情故事，長女鶴子固守祖屋，時刻維護著家族的聲譽，次女幸子性格剛烈強勢，三女雪子溫柔賢淑，四女妙子個性張揚開放，是一個比較西化的女孩。
妙子的緋聞鬧得滿城風雨，煩惱的鶴子和家人商量，決定儘早為雪子找到如意郎君，以維護門風。不過說起來容易，一向沉默不語的雪子卻接連回絕了數門婚事，這倒讓欣賞雪子的貞之助暗暗歡喜…

## 演員表
- 岸惠子：蒔岡鶴子（長女）
- 佐久間良子（日语：佐久間良子）：蒔岡幸子（次女）
- 吉永小百合：蒔岡雪子（三女）
- 古手川祐子（日语：古手川祐子）：蒔岡妙子（四女）
- 伊丹十三：辰雄（鶴子的丈夫）
- 石坂浩二：貞之助（幸子的丈夫）
- 若林味香：悅子（幸子的女兒）
- 三宅邦子（日语：三宅邦子）：富永的嬸嬸
- 濱村純（日语：浜村純）：音吉
- 頭師孝雄（日语：頭師孝雄）：音吉的兒子
- 三條美紀（日语：三條美紀）：阿久
- 角田素子：阿條
- 上原由香里（日语：上原ゆかり）：阿春
- 小坂一也（日语：小坂一也）：野村
- 細川俊之：橋寺
- 江本孟紀（日语：江本孟紀）：東谷
- 桂小米朝（日语：桂米團治 (5代目)）：奧畑
- 岸部一德：板倉
- 辻萬長（日语：辻萬長）：三好
- 常田富士男（日语：常田富士男）：五十嵐（野村的叔父）
- 鈴木國久：東谷子爵
- 小林昭二：陳馬仙太郎
- 新橋耐子（日语：新橋耐子）：陳馬夫人
- 根岸明美（日语：根岸明美）：下妻夫人
- 橫山道代（日语：横山通乃）：井谷
- 鎌倉左記子：井谷的女兒
- 仙道敦子（日语：仙道敦子）：橋寺的女兒
- 市川千惠子（日语：市川千恵子）：板倉的母親
- 大原穰子（日语：大原穣子）：料亭的女待應
- 橋爪淳（日语：橋爪淳）：電車的新兵
- 白石加代子：酒亭的內儀

## 獎項
| - 第7屆日本電影金像獎（1984年） - 「最佳電影獎」 - 「最佳導演獎」：市川崑 - 「最佳男配角獎」：伊丹十三 - 「最佳攝影獎」：長谷川清 - 「最佳美術獎」：村木忍 - 「最佳燈光獎」：佐藤幸次郎 - 「最佳錄音獎」：大橋鐵矢 - 第40屆威尼斯電影節（1983年） - 「金獅獎」：市川崑 - 第20屆美國影評人協會獎（1986年） - 「最佳攝影獎」：長谷川清 | - 第7屆日本電影金像獎（1984年） - 「最佳新演員獎」：仙道敦子 - 第8屆報知電影獎（1983年） - 「最佳男配角獎」：伊丹十三 - 第57屆電影旬報獎（1984年） - 「最佳男配角獎」：伊丹十三 - 「十佳日本電影獎」 - 「讀者選出最佳獎」 - 第38屆每日電影獎（1984年） - 「日本優秀電影獎」 - 「最佳美術獎」：村木忍 - 第5屆橫濱電影節（1984年） - 「最佳男配角獎」：伊丹十三 - 第28屆亞太影展（1983年） - 「最佳電影獎」 - 「最佳導演獎」：市川崑 - 「最佳女主角獎」：吉永小百合 |

## 外部連結
- 互联网电影数据库（IMDb）上《細雪》的资料（英文）